# Blankenberg (Thuringe)
Blankenberg est une ancienne commune allemande du land de Thuringe, dans l’arrondissement de Saale-Orla, au centre de l’Allemagne.